# ソフトウェア資産管理
ソフトウェア資産管理（ソフトウェアしさんかんり、英:Software Asset Management,SAM）とは、組織において利用しているソフトウェアおよび、それが稼働するもしくは稼働する可能性のあるハードウェア並びに、ソフトウェアを利用するためのライセンスという3つの資産を管理することをいう。Information Technology Infrastructure Library（ITIL）によると、SAMは「ソフトウェア資産の効率的な管理、コントロール、および保護に欠かせないすべてのインフラ基盤とプロセスで、ソフトウェアを利用する間は常に行うもの。」と定義される。
ソフトウェア・ハードウェア・ライセンスの3つの資産を効果・効率的に管理する仕組みを構築し運用することで、ライセンスコンプライアンス（著作権法や使用許諾条件の遵守）への対応で法的リスクを低減するだけでなく、情報漏洩の抑止、IT資産の可用性の維持・向上、IT投資の最適化を図ろうとするものであり、IT資産管理の手法の一つとも解される。
ソフトウェア管理専用のITソリューションがあり、このようなソリューションは組織内のソフトウェアアプリケーションの購入、導入、メンテナンス、使用状況、および廃棄を管理し、最適化する機能を持つ。
なお、ソフトウェア資産管理の国際規格である『ISO/IEC 19770』は、2017年にソフトウェア資産管理の規格からIT資産管理の規格へと名称が変更され、その適用範囲も広がっている。また、ISO/IEC19770-1:2017からは、認証規格となっている。

## 目的とメリット
ソフトウェア資産管理は戦略的な目的で実行される。具体的には、購入したソフトウェアライセンスの数と実際にインストールしたソフトウェアの数のバランスを取ることである。そのために、詳細なソフトウェア資産を定期的に管理する必要がある。管理とは、インストールしているソフトウェアの正確な数を調査し、購入したライセンス数と比較して、適切なライセンス管理が継続的に行われるような処理体系を確立することである。ソフトウェア資産管理によって、組織はソフトウェアベンダーやビジネス・ソフトウェア・アライアンスのような第三者機関からの監査の際にソフトウェアの著作権侵害の責任を負わされる危険を最小限にできる。このような仕組みはIT処理、購入ポリシーと手続き、ソフトウェア資産ツールのような技術的な解決策を組み合わせて達成できる。
その他、ソフトウェア資産管理で達成できる戦略的目的の例として以下が挙げられる。
- ボリュームライセンス契約の交渉や、未使用のソフトウェアライセンスの削減および再割り当てによってソフトウェアおよびサポートのコストを削減する[3]。
- 企業のセキュリティポリシーやデスクトップの標準仕様に従ったコンプライアンスを実施する[4]。
- より高速で信頼性のある適切な技術を導入することにより、社員の生産性を向上させる[3]。
- 資産の追跡機能、ソフトウェア配布機能、問題追跡機能、更新ソフトウェアの管理機能などを利用したITプロセスの効率化と自動化によりソフトウェアの管理とサポートに関連する余剰時間を削減する[5]。
- ソフトウェア資産管理を長期間運用した場合のメリットを最大限にするため、ソフトウェアの購入、文書、配布、使用状況、中止にまつわる継続的なポリシーと手続きを確立する[6]。

## ソフトウェア資産管理・IT資産管理のツール
ソフトウェア資産管理の重要なプロセスを実行するために多くの技術が利用されている。主なものを以下に記す。ただし標準化された名称ではない。
- インベントリツールツールはコンピュータネットワーク全体を監視し、インストールされたソフトウェアを検出する。また、タイトル、製品ID、サイズ、日付、パス、バージョンなどのソフトウェアファイル情報を収集する。
- 台帳ツールハードウェア並びに利用ソフトウェア、保有ライセンスのあるべき状態を台帳として登録し、インベントリツールの収集情報と照合することで台帳との差分を自動的に抽出し、ライセンス契約を遵守していることを確認する。
- ソフトウェア監視ツールはネットワーク全体のソフトウェアアプリケーションの使用状況を監視する。使用状況に基づいたアプリケーションライセンスの利用状況（メータリング）をリアルタイムで把握できる。
- アプリケーション制御ツールは、セキュリティリスクなどを防ぐ方法として、どのソフトウェアが誰によって実行可能であるか制限・制御する[7]。
- ソフトウェア配布ツールは新しいソフトウェアの配布を自動化し、整理する。
- パッチ管理ツールはコンピュータが最新で、セキュリティ標準および効率基準に適合することを確保するためソフトウェアパッチの配布を自動化する。

## ソフトウェア資産管理（SAM）・IT資産管理（ITAM）に関する規格・基準
ソフトウェア資産管理（SAM）に関する規格や基準としては、次のようなものがある。
- 『IT資産管理基準』 (一般社団法IT資産管理評価認定協会（SAMAC）)
- 『IT資産管理評価規準』 (一般社団法人IT資産管理評価認定協会（SAMAC）)
- ISO/IEC 19770-1:2017“Information technology−IT asset management−Part 1: IT asset management. systems−Requirements”
- ISO/IEC 19770-2:2015“Information technology—Software asset management—Part 2: Software identification tag”
- ISO/IEC 19770-3:2016“Information technology — IT asset management — Part 3: Entitlement schema”
- ISO/IEC 19770-4:2017“Information technology—IT asset management—Part 4: Resource utilization measurement”
- ISO/IEC 19770-5:2015“Information technology — IT asset management — Part 5: Overview and vocabulary”
- ISO/IEC 19770-8:2020“Information technology — IT asset management — Part 8: Guidelines for mapping of industry practices to/from the ISO/IEC 19770 family of standards”
- JIS X0164-1:2019『ＩＴアセットマネジメント−第1部：ITアセットマネジメントシステム−要求事項』
- JIS X0164-2:2018『ソフトウェア資産管理―第２部：ソフトウェア識別タグ』
- JIS X0164-3:2019『ＩＴアセットマネジメント―第３部：権利スキーマ』
- JIS X0164-4:2019『ＩＴアセットマネジメント―第４部：資源利用測定』
- JIS X0164-5:2019『ＩＴアセットマネジメント―第５部：概要及び用語』
- JIS X0164-8:2021『ＩＴアセットマネジメント―第８部：業界標準とＪＩＳ　Ｘ　０１６４規格群との相互マッピングのための指針』

## ソフトウェア資産管理（SAM）・IT資産管理（ITAM）に関する資格
ソフトウェア資産管理（SAM）に関する資格としては、次のようなものがある。
- 『公認ITAMコンサルタント（CITAM）』 (一般社団法人IT資産管理評価認定協会（SAMAC）)
- 『公認ITAMコンサルティング事業者（TCITAM）』 (一般社団法人IT資産管理評価認定協会（SAMAC）)
- 『公認ITAMコンサルティング事業者（C-CITAM）』 (一般社団法人IT資産管理評価認定協会（SAMAC）)
- 『公認ライセンスマネージャー（CLM）』 (一般社団法人IT資産管理評価認定協会（SAMAC）)
- 『認定ソフトウェア資産管理者（CSAM）』 (国際IT資産管理者協会（IAITAM）)

## ソフトウェア資産管理 (SAM) ・IT資産管理（ITAM）を支援するソフトウェア
IT Asset コンシェル Console（旧ADVANCE Manager）
台帳ツール。CSVで情報が出力可能なほとんどのインベントリーツールと連携し、デバイス・ユーザーだけでなく、セカンドライセンスやインスタンスのライセンス管理が可能。クラスタ環境やクラウドIDの管理もでき、SaaS・オンプレミスで提供される。設定機能が豊富でカスタマイズはほとんど不要で導入が可能。無料トライアルが利用できる。ハードウェア管理台帳・ソフトウェア管理台帳・ライセンス管理台帳・ライセンス媒体管理台帳・ソフトウェアリスト・クラスタグループ管理台帳とワークフローを実装しており、インベントリーツールの情報との連携により様々なアラートを通知する。
PerfectWatch
台帳ツール。Microsoft社の製品群との親和性が高い。様々なインベントリーツールとの連携が可能で、カスタマイズでの導入が多い。
ハードウェア管理台帳・ソフトウェア管理台帳・ライセンス管理台帳・ライセンス媒体管理台帳・利用許可ソフトウェアとワークフローを実装しており、インベントリーツールの情報との連携により様々なアラートを通知する。
SARMS
台帳ツール。オープンソースで提供。カスタマイズでの導入が前提であり、パッケージでの利用は原則不可。ライセンスの利用数をカウントできるのはデバイスのみ。
ハードウェア台帳・ライセンス台帳・インストール台帳とワークフローを実装しており、インベントリーツールとの連携により、ライセンスに関するアラートを通知する。インストール台帳には、ライセンスが紐づけられているインストールソフトウェアの一部が表示される仕組みとなっており、独特の台帳構成を持っている。
JTB FlexReport (JTB World)
FLEXlmやRLMなど様々なライセンス管理ツールに対応。無料版のLTもあるが、対応はFLEXlmのみ。JTB FlexReport (JTB World)
OpenLM (OpenLM←Global Maps)
FLEXlmやRLMなど様々なライセンス管理ツールに対応。無料版のOpenLM Lightもあった。
License Statistics (X-Formation)
FLEXlmやRLMなど様々なライセンス管理ツールに対応。
FlexNet Manager for Engineering Applications (Flexera Software←Acresso Software←MacroVision←Globetrotter)
FLEXlmやRLMなど様々なライセンス管理ツールに対応。SAMsuiteの後継。SAMsuiteの報告ツールSAMreportは昔、AutodeskがそのLite版を無料頒布していた。
Open iT (Open iT)
FLEXlmやRLMなど様々なライセンス管理ツールに対応。
Altair Monitor (Altair Engineering)
FLEXlmやRLMなど様々なライセンス管理ツールに対応。
Zabbix
オープンソースのネットワーク監視システムであり、スクリプトによってFLEXlmにも対応する。

### 開発停止中
phpLicenseWatcher
オープンソース。FlexLM用。